# Hessen (nave meteorologica)
La nave meteorologica Hessen, costruita nel 1938, fu incorporata nella Kriegsmarine l'8 luglio 1940 e vi rimase fino al marzo 1945.
Ex "Sachsen" 1938, ex "HF 338", di tipo peschereccio, era già di proprietà della "Nordmeer Studien & Reed. GmbH. Leipzig/Hamburg", di base nel porto di Amburgo, aveva un equipaggio di 8 marinai e 4 meteorologi.
Parteciperà a varie operazioni artiche: infatti dal 27 luglio 1940 al 1942 sarà di base presso il porto di Trondheim in Norvegia, alle dipendenze del "Seekommandant PolarKüste".

## Operazione Nussbaum
Poi dal 27 luglio 1942 sarà di base ad Assens in Danimarca e dal settembre all'ottobre 1942 parteciperà all'operazione "Nussbaum" per rifornire la stazione meteo a Signehamm sulle Spitzbergen, alle dipendenze del "Marineguppe-Kommando Nord".

## OperazioneKreuzritter,Bassgeiger,Einsiedler
In seguito, dal 1943 al 1944 prenderà parte alle operazioni "Kreuzritter" sulle Spitzbergen, "Bassgeiger" sul territorio orientale della Groenlandia, "Einsiedler"   sull'isola degli Orsi, sempre alle dipendenze del "Marineguppe-Kommando Nord".

## OperazioneHaudegen
Infine, dall'agosto al settembre 1944 parteciperà all'operazione "Haudegen" sul fiordo Rijpfjorden situato sull'isola Nordaustlandet delle Spitzbergen, sempre alle dipendenze del "Marineguppe-Kommando Nord".